# 孔闻謤
孔闻謤（1593年12月7日—1645年？），字玄伏，號观生，一號观我，山东曲阜人，孔子六十二代孙，属息陬戶，明朝末年政治人物，同進士出身。

## 生平
孔闻謤出生于万历二十一年十一月十五日（1593年12月7日），天启元年（1621年）辛酉科乡试六十二名，天啓二年（1622年）联捷进士，与族兄孔闻诗同榜。初在礼部观政，天啓四年（1624年）授行人司行人。天啓七年（1627年）丁忧去官。崇祯二年（1629年）服阙，补原职。崇祯四年（1631年）考选，次年升任礼部主客司主事，崇祯六年（1633年），升祠祭司员外郎，再升儀制司郎中。崇祯七年（1634年），出任陝西参议，十三年升本省副使，改河西道，后又遭丁忧回乡。
明亡，清军入关，强推剃发令。順治元年（1644年）1644年，孔闻謤上书说：“臣家的宗子衍圣公孔胤植已率领四氏的子孙告于祖庙，都已循命剃发。但念先圣孔子是典章礼仪的宗师，颜子、曾子、孟子三贤并起维护。其所定礼仪之大者，莫过于冠服之礼。先圣的章甫和缝腋，子孙世代谨守，因此从汉到明，各朝制度虽有增减，但下臣家族服制却三千年未改。今日一旦变更，恐于皇上崇儒重道之典有未尽。是否应该蓄发，以恢复先世衣冠？”清廷于顺治二年十月戊申（1645年12月17日）下旨严责：“剃髮嚴旨，違者無赦。孔聞謤疏求蓄髮，已犯不赦之條，姑念聖裔免死。況孔子聖之時，似此違制，有玷伊祖時中之道。著革職，永不敘用。”不久，孔闻謤就在家中去世。

## 家庭
曾祖孔彦龄，祖孔承寿，父孔弘侃，岁进士，赠徵仕郎。母张氏，封孺人。娶王氏，继娶朱氏。有子孔贞恒、孔贞咸、孔贞复、孔贞升。